# Carex firmicaulis
Carex firmicaulis är en halvgräsart som beskrevs av Aimo Aarno Antero Kalela. Carex firmicaulis ingår i släktet starrar, och familjen halvgräs. Inga underarter finns listade i Catalogue of Life.